# 尼尔·哈里斯
尼爾·夏里斯（1977年7月12日—）是一名英格蘭前足球運動員，司職前鋒，退役後擔任教練，現時執教英乙球會吉林汉姆。
夏里斯就讀於埃塞克斯郡的布萊特伍德學校（Brentwood School），比法蘭·林柏特高一級。

## 生平

### 米禾爾
夏里斯早期曾效力數支非聯賽球隊，直到加盟劍橋城（Cambridge City）才真正開展其足球事業。他稍後於1998年3月26日以3萬英鎊被賣到米禾爾。
於1998年4月4日夏里斯首次披甲出戰。1998/99年球季，夏里斯在9月19日2-1擊敗諾咸頓一役取得首個入球，在效力米禾爾的首個完整球季射入18球，翌季在各項比賽合共射入25球，這時已有傳言夏里斯可能會轉投英超的球會。
2000/01年球季夏里斯處於巔峰狀態，2000年9月23日5-0大破牛津联夏里斯取得本季首次帽子戲法；再分別在對及雷丁射入三球，球季結束後除以28個入球成為乙組〈第三級〉聯賽神射手，被球迷以二戰空軍英雄亞瑟爵士（Sir Arthur Harris, 1st Baronet）的暱稱「"Bomber" Harris」稱之為「轟炸機」（Bomber）外，更協助球隊奪得聯賽冠軍，升級甲組〈第二級〉聯賽，為結束夏里斯可能會轉投英超球會的傳聞，2001年5月25日米禾爾與他續約四年。
夏里斯雖然在英格蘭出生及長大，但他的祖父是蘇格蘭人，使他有資格代表蘇格蘭國家隊出賽，當時的蘇格蘭領隊克雷格·布朗（Craig Brown）更曾希望挑選他入伍，初時夏里斯表示無意代表蘇格蘭，其後又說會考慮，最終不了了之，夏里斯亦無緣在國際賽場上一顯身手。
但在2001年6月夏里斯被診斷患上睾丸癌，經歷手術及兩星期放射線療，夏里斯在開季前恢復操練，9月5日為米禾爾預備隊對，下半場後補入替並射入一球，更於9月18日再次披甲一隊，在下半場後補入替對班士利，再於9月25日同樣後補上陣戰溫布頓。但賽後夏里斯未能跟上大運動量的操練，惟有遵從醫生的勸解靜心休養。夏里斯於11月20日再次復出，為米禾爾預備隊對樸茨茅夫上陣25分鐘；12月8日再為一隊上陣出戰錫周三；2002年1月2日米禾爾4-1擊敗屈福特，夏里斯射入「埋齋」的一球，是他康復後首個入球，2001/02年球季因病而只有4球斬獲，但煞科戰對夏里斯射入兩球協助球隊3-1取勝，米禾爾穩守聯賽第四位取得升級季後賽的資格，但準決賽兩回合累計1-2負於最終獲得冠軍的伯明翰城。一年後夏里斯證實完全康復，為此夏里斯成立一個名為「尼爾·夏里斯向每人呼籲」（Neil Harris Everyman Appeal）的癌病慈善組織。
2002/03年球季，季前隊醫為夏里斯特製鞋墊以解決其跑動時脛節的問題。2002年9月28日作客，下半場末段夏里斯射入一球協助球隊3-2取勝兼入本季首球。雖然米禾爾於季尾8戰6勝，但只獲聯賽第九位，未能取得升級季後賽的席位，夏里斯射入12球。
2003/04年球季，2003年10月領隊（Mark McGhee）辭任，由丹尼斯·韋斯兼任看守領隊。本季夏里斯雖然僅射入10球，但協助球隊晉級足總盃決賽，於八強作客，夏里斯與卡希爾各入一球以2-1淘汰對手，惟最終決賽以0-3負於曼聯屈居亞軍。
2004/05年球季，時任球員兼領隊的丹尼斯·韋斯不相信夏里斯可以回復佳態，上半季僅獲8次正選上陣機會，包括對费伦茨瓦罗斯的兩場歐洲足協盃比賽，沒有一場比賽踢足全場，僅射入1球，於2004年12月3日被外借到卡迪夫城一個月爭取上陣機會。夏里斯在卡迪夫城獲得三次上陣，最後一場作客對取得正選，於上半場41分鐘首開紀錄，但1分鐘後卡維拿治被罰離場，下半場十人應戰下反敗1-2。夏里斯與卡迪夫城未能達成私人條件，最終被賣到剛於2004/05年球季降級到甲級聯賽的諾定咸森林，簽約兩年半，轉會費沒有透露，夏里斯共為米禾爾在各項比賽上陣268場，射入98球，而單在聯賽則射入93球，與舒寧咸共同保持米禾爾聯賽最高入球紀錄。

### 諾定咸森林
夏里斯在城市球場（City Ground）卻未能正常發揮，僅獲5次正選上陣機會及沒有入球。於2005/06年球季初被外借到上年與森林一同降級的基寧咸一個球季，在為基寧咸上陣的首場比賽對即射入一球，期間共上陣39場及射入6球，球季結束後借用期滿返回森林。

### 米禾爾
在被森林放棄後不足24小時，於2007年1月8日夏里斯重返米禾爾，簽約18個月。2007年1月20日在夏里斯為米禾爾上陣的第二場比賽對，上半場16分鐘首開紀錄，除協助球隊大勝4-0外，更以94球超越與舒寧咸共同保持的球會聯賽最高入球紀錄。回歸後的半季夏里斯共有5球斬獲。
2007/08年球季，夏里斯苦戰到2007年12月29日對克魯才告「開齋」，更於元旦對吃了一面紅牌。直到2008年2月僅射入兩球，即將於季後約滿的夏里斯被領隊肯尼·杰基特（Kenny Jackett）通知將不獲提供新約，現階段他亦不在球隊首選十一人中。由於眾多球員受傷患困擾，杰基特不得不再次起用夏里斯。米禾爾在聯賽剩餘兩輪對及的比賽必須取勝一場方可成功保級，4月26日對卡素爾一役夏里斯射入一球十二碼及交出一次助攻，協助球隊淨勝3-0及脫離降級危機，賽後獲主場球迷起立鼓掌，而領隊杰基特亦讚許其表現出色及具有領導才能。6月4日夏里斯獲提供一年新約。
2008/09年球季夏里斯重拾佳態，季初協助米禾爾在主場取得兩連勝，2008年9月17日因神經問題需休戰一個月。10月18日復出主場對，夏里斯交出一次助攻及梅開二度，協助球隊反勝3-1。12月13日作客2-1擊敗，夏里斯上半場16分鐘首開紀錄的一球，追平舒寧咸所保持111球球會歷來最高入球紀錄。一個月之後的2009年1月13日，在足總盃第三圈重賽作客對克魯，夏里斯於下半場54分鐘離門兩碼射入反先2-1的一球，是他為米禾爾射入的第112球，打破舒寧咸所保持的球會歷來最高入球紀錄。
2010年1月28日夏里斯續約至2012年。2010年2月夏里斯在5場聯賽轟入5球，領導米禾爾站穩升班附加賽席位，獲選為「2月份英甲最佳球員」。米禾爾以第3位的成績結束球季並參加升班附加賽，於準決賽兩回合累計2-0淘汰哈德斯菲爾德，決賽1-0擊敗升班英冠。

### 修安聯
2011年6月9日夏里斯雖然與米禾爾仍然有1年合約，但獲得領隊肯尼·杰基特（Kenny Jackett）放行同意提前解除合約，讓夏里斯可以免費轉投家鄉的英乙球隊修安聯，簽約三年。

## 外部連結
- 足球数据库：尼尔·哈里斯的球员统计数据